# Destination: Pyroclasm
Destination: Pyroclasm è un EP del gruppo musicale belga In-Quest, pubblicato nel 2003.

## Tracce
1. Stahlmacht: Destruction Unbound – 5:06
2. Scorched: A Reign of Fire – 7:07
3. Sequence 2171: Dehumanized – 6:19
4. Battle Domination 2k3 – 4:45

## Formazione
- Gert Monden - batteria
- Douglas Verhoeven - chitarra
- Manu Van Tichelen - basso
- Jan Geenen - chitarra
- Sven de Caluwé - voce